# Polisportiva Dinamo 2014-2015
Questa voce raccoglie le informazioni riguardanti la Polisportiva Dinamo Sassari nelle competizioni ufficiali della stagione 2014-2015.

## Stagione
La stagione 2014-2015 della Dinamo Sassari, sponsorizzata Banco di Sardegna, è la 5ª in Serie A. Il club sardo, inoltre, partecipa per la 1ª volta all'Eurolega e, in qualità di vincitore della Coppa Italia, alla Supercoppa italiana.
Per la composizione del roster si decise di cambiare formula, passando a quella con 7 giocatori stranieri di cui massimo 3 non appartenenti a Paesi appartenenti FIBA Europe o alla convenzione di Cotonou.
Il roster è profondamente cambiato rispetto alla stagione precedente, infatti il 9 giugno, al termine dei play-off, Travis Diener annuncia il suo ritiro dall'attività agonistica; mentre il 23 giugno il presidente Sardara annuncia che Drake Diener ha deciso di uscire dal contratto con la società sarda. Vengono confermati solamente i giocatori italiani: Giacomo Devecchi, Massimo Chessa, Brian Sacchetti, il capitano Manuel Vanuzzo e Amedeo Tessitori.

Il primo colpo di mercato c'è stato il 13 giugno con l'ingaggio dell'ala piccola statunitense Jeff Brooks.

Il 5 luglio viene annunciato l'ingaggio del play-guardia statunitense, ma di passaporto polacco, David Logan. Il giorno seguente viene comunicato l'ingaggio dell'ala-centro bosniaca Miroslav Todić, mentre il 7 è la volta del playmaker statunitense, ma di passaporto dominicano, Édgar Sosa.

Il 10 luglio la società comunica di avere messo sotto contratto il playmaker statunitense Jerome Dyson.; il 15 luglio viene ufficializzato l'ingaggio dello statunitense Rakim Sanders.

Il 28 luglio viene confermato il prestito del playmaker Marco Spissu all'U.C. Casalpusterlengo.

Il 31 luglio viene confermato l'accordo annuale con il centro nigeriano Shane Lawal.

Altra operazione in uscita il 17 settembre con il prestito di Esben Reinholt ai belgi dello Spirou Charleroi.

L'ultimo colpo di mercato è stato l'ingaggio, il 23 settembre, del centro della nazionale italiana Marco Cusin. Tuttavia il 28 ottobre la società comunica la risoluzione consensuale del contratto.

Il 18 gennaio la società comunica la risoluzione consensuale del contratto con l'atleta Miroslav Todić.

Il 14 febbraio viene ingaggiata l'Ala-centro camerunese Kenny Kadji.

### Precampionato
Il raduno è previsto  il 25 agosto a Sassari dove sono state effettuate le visite mediche e i consueti test atletici; assente giustificato Édgar Sosa impegnato con la propria nazionale ai campionati mondiali. La squadra si è, poi, trasferita ad Olbia sede del ritiro pre-campionato.

Il 6 settembre si è tenuta la consueta presentazione del roster agli sponsor nelle Tenute Sella & Mosca. Madrina della serata è stata quest'anno Elisabetta Canalis.

La prima uscita stagionale è stata ad Olbia il 6-7 settembre in occasione del 2º Torneo Internazionale Geovillage dove ha sconfitto nell'ordine il Darüşşafaka 89-71 e, nella finale, il Lokomotiv Kuban 81-70, che nella propria semifinale aveva avuto la meglio sulla V.L. Pesaro per 85-78. Al terzo posto si è classificata la squadra turca che ha sconfitto la Vuelle 90-88 (d.t.s)

La sfida con il Lokomotiv viene replicata il 10 settembre a Nuoro in occasione del  1º Torneo Tirrenia e anche questa volta la compagine russa viene sconfitta 91-78.

Il 12 settembre si è tenuta la presentazione del roster ai tifosi a Sassari in Piazza d'Italia.

L'esordio al PalaSerradimigni è stato il 13 settembre in occasione del Torneo Città di Sassari - 4º Trofeo Mimì Anselmi. La Dinamo si è aggiudicata il Trofeo dopo aver sconfitto il New Basket Brindisi 87-78 e, in finale, il Galatasaray 110-88, che nella propria semifinale aveva sconfitto il Lokomotiv Kuban 72-69.
Tornata ad Olbia, la Dinamo è stata sconfitta dal Galatasaray 78-75 nel 2º Trofeo Confalonieri.

Il 19-20 settembre ha partecipato al 4º Memorial Elio Pentassuglia dove in finale è stata sconfitta dai padroni di casa del New Basket Brindisi 72-60. Nelle rispettive semifinali avevano sconfitto i campani della JuveCaserta 81-59 e gli israeliani del Bnei HaSharon 88-62.
Il 25 settembre viene sconfitta dall'Orlandina Basket 71-75 in occasione del 4º Trofeo Città di Cagliari.

Per l'ultimo appuntamento del pre-campionato la squadra si è spostata a Breslavia in Polonia dove è stata sconfitta in finale, dopo avere superato precedentemente il Śląsk Wrocław 95-75, dal Turów Zgorzelec 97-96 che a sua volta aveva prevalso sul Ploiești.

### Serie A
L'esordio in campionato avviene 12 ottobre a Sassari. La Dinamo Sassari vince le prime quattro gare, contro Virtus Bologna, Pistoia Basket, N.B. Brindisi e Virtus Roma, trovandosi così per la prima volta nella sua storia solo al comando della Serie A. La striscia di vittoria viene interrotta la settimana successiva dalla Pall. Cantù. Vince i due seguenti incontri contro V.L. Pesaro e Scandone Avellino. Segue una striscia di tre sconfitte contro Orlandina, Olimpia Milano e Aquila Trento. A questa serie di sconfitte ne segue una di vittorie, ben cinque, ottenute contro Pall. Reggiana, Pall. Varese, Juvecaserta, Reyer Venezia e Vanoli Cremona.

Termina il girone d'andata al 2º posto qualificandosi così per la 4ª volta alla Coppa Italia.

Inizia il girone di ritorno perdendo contro la Virtus Bologna, vince poi contro Pistoia Basket, ma perde contro il N.B. Brindisi. Inanella, poi, una serie di cinque vittorie contro: Virtus Roma, Pall. Cantù, V.L. Pesaro, Scandone Avellino e Orlandina; seguite da altrettante sconfitte contro: Olimpia Milano, Aquila Trento, Pall. Reggiana, Pall. Varese, Juvecaserta. Chiude la stagione regolare vincendo contro Reyer Venezia e Vanoli Cremona e classificandosi al 5º posto, pertanto al primo turno di play-off affronta l'Aquila Trento classificatasi al 4º posto. I quarti di finale si giocano al meglio delle 5 partite. Dinamo Sassari perde nettamente gara-1 al PalaTrento, ma si rifà prontamente in gara-2 per poi aggiudicarsi la serie vincendo i due seguenti incontri disputatisi al PalaSerradimigni.

Le Semifinali e la Finale, invece, si giocano al meglio delle 7 partite. In semifinale la Dinamo affronta l'Olimpia Milano vincitrice della Regular season; vince gara-1 e perde gara-2, si aggiudica le due successive sfide disputatesi al PalaSerradimigni portandosi così ad una sola vittoria dalla conquista della Finale. Tuttavia la squadra lombarda, con uno scatto d'orgoglio, si aggiudica le due successive sfide portando la serie in parità. La serie viene decisa in una combattutissima gara-7: a meno di 9 secondi dalla fine dell'incontro la Dinamo ha a disposizione 2 tiri liberi con l'Olimpia in vantaggio di 3 punti. In lunetta si presenta Jerome Dyson che segna il primo canestro, sbaglia il secondo ma conquista il rimbalzo, cerca subito un conclusione da fuori che non ha fortuna, tuttavia il rimbalzo lo cattura Rakim Sanders che segna a fil di sirena portando le squadre all'over time che la squadra sarda si aggiudica ottenendo il diritto di partecipare alla Finale scudetto dove affronta la Pall. Reggiana, che nell'altra semifinale ha avuto la meglio sulla Reyer Venezia.

Anche in questa serie la Dinamo Sassari parte con il fattore campo sfavorevole, infatti la compagine emiliana si è classificata al 3º posto in classifica. L'approccio alla finale non è dei migliori, infatti viene sconfitta piuttosto nettamente sia in gara-1 che gara-2, ma vince le due successive in Sardegna (gara-4 dopo un tempo supplementare). Si torna al PalaBigi in parità e Gara-5 se la aggiudica la squadra di casa che si porta così ad una sola vittoria dalla conquista del tricolore. In gara-6 vi è la pronta rivincita della squadra sarda che si aggiudica la sfida dopo ben 3 tempi supplementari. Il Campionato viene così deciso all'ultimo tiro dell'ultima partita. Infatti, con la Dinamo in vantaggio per 75-73 a poco più di 3 secondi dalla fine dell'incontro, Reggio ha a disposizione una rimessa in zona d'attacco; la palla finisce nelle mani di Drake Diener che tenta un tiro da tre punti. Il buzzer beater non va a segno pertanto la Dinamo Sassari si aggiudica il primo scudetto della propria storia.

### Eurolega ed Eurocup
Per la Dinamo si tratta della 1ª partecipazione all'Eurolega. Il sorteggio per la composizione dei gironi di Eurolega si è svolto il 10 luglio a Barcellona. La prima fase della competizione si è svolta dal 14 ottobre al 17 dicembre e la Dinamo è stata sorteggiata nel Gruppo A così composto:
- Real Madrid
- Anadolu Efes

- Žalgiris Kaunas
- Nižnij Novgorod

- Dinamo Sassari
- UNICS Kazan' (vincitrice del turno preliminare)

Le prime quattro classificate accedono alla seconda fase: le Top 16, mentre le compagini eliminate accedono alla seconda fase dell'Eurocup: le Last 32.

L'esordio è avvenuto il 14 ottobre in Russia contro il Nižnij Novgorod. Ha chiuso il girone in ultima con all'attivo una sola vittoria ottenuta nella partita casalinga contro lo Žalgiris Kaunas.

La Dinamo si è classificata al 6º ed ultimo posto in classifica venendo retrocessa in Eurocup.
La Last 32 si è svolta dal 6 gennaio all'11 dicembre. I sardi sono stati inseriti nel gruppo H composto da:
- Dinamo Sassari
- Gran Canaria

- Bandırma Banvit
- Budućnost

Le prime due classificate si qualificano agli Ottavi di finale.

L'esordio nella seconda competizione continentale avviene il 7 gennaio. Pur vincendo solamente due incontri, uno in trasferta contro il Bandırma Banvit ed uno in casa contro il Budućnost, la Dinamo si gioca le proprie chance di qualificazione alla fase successiva nell'ultimo incontro contro la squadra turca: tuttavia perde nettamente l'incontro e viene così eliminata dalla competizione.

### Supercoppa e Coppa Italia
La Final Four di Supercoppa italiana si è svolta a Sassari nel weekend 4-5 ottobre. Alla competizione hanno partecipato:
- Olimpia Milano (Campione d'Italia 2013/14)
- Dinamo Sassari (detentore della Coppa Italia 2014)

- N.B. Brindisi (5ª classificata nella Serie A 2013/14)
- Virtus Roma (6ª classificata nella Serie A 2013/14)

La Dinamo Sassari si è aggiudicata per la prima volta il Trofeo prevalendo in semifinale sulla Virtus Roma 89-73 ed in finale sui Campioni d'Italia dell'Olimpia Milano 96-88, che nella propria semifinale hanno sconfitto  N.B. Brindisi 71-59.
Durante l'intervallo della propria semifinale la Dinamo ha ufficializzato il ritiro della maglia n. 12 indossata da Emanuele Rotondo e da Travis Diener.
La Final Eight di Coppa Italia si è tenuta dal 20 al 22 febbraio al PalaBancoDesio. Alla competizione hanno partecipato:
- Olimpia Milano
- Dinamo Sassari

- Pall. Reggiana
- Reyer Venezia

- N.B. Brindisi
- Aquila Trento

- Vanoli Cremona
- Scandone Avellino

La Dinamo Sassari, sconfiggendo nell'ordine: Vanoli Cremona, Pall. Reggiana e Olimpia Milano, si è aggiudicata la competizione per la seconda volta.

## Roster
| Banco di Sardegna 2014/2015 | Banco di Sardegna 2014/2015 |
| Giocatori                   | Staff tecnico               |
| --------------------------- | --------------------------- |

| N. | Naz.                                                | Ruolo | Nome               | Anno | Alt.   | Peso   |  |
| -- | --------------------------------------------------- | ----- | ------------------ | ---- | ------ | ------ |  |
| 3  | Stati Uniti (bandiera) · Polonia (bandiera)         | PG    | David Logan        | 1982 | 184 cm | 75 kg  |  |
| 4  | Stati Uniti (bandiera) · Rep. Dominicana (bandiera) | P     | Édgar Sosa         | 1988 | 188 cm | 80 kg  |  |
| 5  | Italia (bandiera)                                   | GA    | Matteo Formenti    | 1982 | 194 cm | 90 kg  |  |
| 7  | Stati Uniti (bandiera)                              | AP    | Rakim Sanders      | 1989 | 193 cm | 102 kg |  |
| 8  | Italia (bandiera)                                   | GA    | Giacomo Devecchi   | 1985 | 196 cm | 88 kg  |  |
| 9  | Nigeria (bandiera)                                  | C     | Shane Lawal        | 1986 | 208 cm | 102 kg |  |
| 10 | Italia (bandiera)                                   | G     | Massimo Chessa     | 1988 | 188 cm | 80 kg  |  |
| 11 | Stati Uniti (bandiera)                              | P     | Jerome Dyson       | 1987 | 191 cm | 82 kg  |  |
| 14 | Italia (bandiera)                                   | A     | Brian Sacchetti    | 1986 | 200 cm | 98 kg  |  |
| 16 | Senegal (bandiera)                                  | C     | Cheikh Mbodj       | 1987 | 208 cm | 107 kg |  |
| 18 | Italia (bandiera)                                   | AC    | Manuel Vanuzzo ()  | 1975 | 203 cm | 104 kg |  |
| 21 | Stati Uniti (bandiera)                              | AP    | Jeff Brooks        | 1989 | 203 cm | 94 kg  |  |
| 22 | Bosnia ed Erzegovina (bandiera)                     | AC    | Miroslav Todić     | 1985 | 205 cm | 110 kg |  |
| 28 | Italia (bandiera)                                   | C     | Marco Cusin        | 1985 | 211 cm | 107 kg |  |
| 32 | Italia (bandiera)                                   | C     | Amedeo Tessitori   | 1994 | 208 cm | 97 kg  |  |
| 35 | Camerun (bandiera)                                  | AC    | Kenny Kadji        | 1988 | 211 cm | 110 kg |  |
| -  | Italia (bandiera)                                   | P     | Enrico Merella (G) | 1996 | 185 cm |        |  |

| Allenatore                                                         |
| - Romeo Sacchetti                                                  |
| Assistente/i                                                       |
| - Paolo Citrini - Massimo Maffezzoli Legenda - (C) Capitano Roster |

Eurolega: Dettaglio Statistico

Eurocup: Dettaglio Statistico
| Giocatori acquisiti a stagione in corso | Giocatori acquisiti a stagione in corso | Giocatori acquisiti a stagione in corso |
| Giocatore                               | il                                      | Da                                      |
| --------------------------------------- | --------------------------------------- | --------------------------------------- |
| Matteo Formenti                         | 20 novembre                             | N.B. Brindisi                           |
| Cheikh Mbodj                            | 12 dicembre                             | Pall. Cantù                             |
| Kenny Kadji                             | 17 febbraio                             | Aries Trikala                           |

| Giocatori ceduti a stagione in corso | Giocatori ceduti a stagione in corso | Giocatori ceduti a stagione in corso |
| Giocatore                            | il                                   | A                                    |
| ------------------------------------ | ------------------------------------ | ------------------------------------ |
| Marco Cusin                          | 28 ottobre                           | Vanoli Cremona                       |
| Amedeo Tessitori                     | 28 novembre                          | Juvecaserta                          |
| Miroslav Todić                       | 19 gennaio                           | Tofaş Bursa                          |

### Staff tecnico e dirigenziale
- Allenatore: Meo Sacchetti
- Assistente: Paolo Citrini
- Assistente: Massimo Maffezzoli
- Preparatore Atletico: Matteo Boccolini
- Postural Trainer: Alessandro Meloni
- Fisioterapista: Ugo D’Alessandro
- Fisioterapista: Simone Unali
- Medico Sportivo: Antonello Cuccuru
- Ortopedico: Andrea Manunta
- Medico Sociale: Giuseppe Casu
- Ortopedico: Andrea Manunta
- Radiologo ed ecografista: Giuseppe Fais
- Chiropratico: Roberto Pisanu
- Dentista: Giommaria Ventura

- Presidente: Stefano Sardara
- Vice Presidente: Gianmario Dettori
- Amministratore Delegato: Carlo Sardara
- General Manager: Federico Pasquini
- Direttore Sportivo: Luigi Peruzzu
- Segreteria e biglietteria: Tiziana Piga
- Amministrazione e contabilità: Andrea Fiori
- Relazioni esterne e Ufficio stampa: Luigi Peruzzu, Angela Recino e Valentina Sanna
- Responsabile Sito internet: Andrea Peruzzu
- Responsabile Settore Giovanile: Massimo Bisin
- Resp.le organizzativo Settore Giovanile: Giovanni Piras
- Resp.le Centro minibasket: Roberta La Mattina
- Club House: Anna Piras
- Dinamo Travel e Marketing operativo: Barbara Satta
- Dinamo Store: Elisa Mazzoni
- Sponsor e Marketing commerciale: Stefania Macciocu

## Mercato
| Arrivi | Arrivi         | Arrivi           | Arrivi        |
| R      | Nome           | da               | Modalità      |
| ------ | -------------- | ---------------- | ------------- |
| AG     | Jeff Brooks    | Juvecaserta      | definitivo    |
| P      | Marco Spissu   | Casalpusterlengo | fine prestito |
| GA     | Esben Reinholt | Força Lleida     | fine prestito |
| PG     | David Logan    | Alba Berlino     | definitivo    |
| P      | Édgar Sosa     | Ulma             | definitivo    |
| AP     | Rakim Sanders  | Bamberger        | definitivo    |
| AC     | Miroslav Todić | N.B. Brindisi    | definitivo    |
| C      | Shane Lawal    | Astana           | definitivo    |
| P      | Jerome Dyson   | N.B. Brindisi    | definitivo    |
| C      | Marco Cusin    | Pall. Cantù      | definitivo    |

| Partenze | Partenze       | Partenze           | Partenze                  |
| R        | Nome           | a                  | Modalità                  |
| -------- | -------------- | ------------------ | ------------------------- |
| P        | Travis Diener  |                    | risoluzione del contratto |
| G        | Drake Diener   | Pall. Reggiana     | risoluzione del contratto |
| P        | Marco Spissu   | Casalpusterlengo   | prestito                  |
| AG       | Caleb Green    | Málaga             | fine contratto            |
| AP       | Omar Thomas    | Basket Ferentino   | fine contratto            |
| P        | Marques Green  | TED Ankara         | fine contratto            |
| GA       | Esben Reinholt | Spirou Charleroi   | prestito                  |
| C        | Drew Gordon    | Philadelphia 76ers | fine contratto            |
| C        | Benjamin Eze   |                    | fine contratto            |

## Risultati

### Serie A

#### Regular season

##### Girone di andata
| Arbitri: | Begnis (Crema) Filippini (San Lazzaro di Savena) Ranaudo (Milano) |

|                                   |            |                                |
| Logan 22 Sosa 12 Brooks, Lawal 12 | Punti      | 19 Ray 15 Hazell 12 Fontecchio |
| Dyson 7                           | Assist     | 5 Gaddy                        |
| Lawal 7                           | Rimbalzi   | 8 White                        |
| Meo Sacchetti                     | Allenatori | Giorgio Valli                  |

| Arbitri: | Lamonica (Roseto degli Abruzzi) Martolini (Roma) Lo Guzzo (Pisa) |

|                                    |            |                           |
| Williams 23 Brown 14 Cinciarini 11 | Punti      | 23 Sosa 18 Dyson 17 Logan |
| Filloy 6                           | Assist     | 4 Dyson                   |
| Williams 9                         | Rimbalzi   | 10 Brooks                 |
| Paolo Moretti                      | Allenatori | Meo Sacchetti             |

| Arbitri: | Paternicò (Piazza Armerina) Vicino (Argelato) Attard (Priolo Gargallo) |

|                                       |            |                                       |
| D. Logan 27 J. Dyson 18 R. Sanders 13 | Punti      | 20 M. Denmon 17 D. James 14 E. Turner |
| J. Dyson 6                            | Assist     | 4 S. Henry, E. Turner                 |
| J. Brooks 9                           | Rimbalzi   | 10 D. James                           |
| Meo Sacchetti                         | Allenatori | Piero Bucchi                          |

| Arbitri: | Lanzarini (Bologna) Rossi (Anghiari) Caiazza (Arzano) |

|                                         |            |                              |
| Gibson 22 Morgan 15 Jones, Stipčević 10 | Punti      | 21 Dyson 17 Logan 12 Sanders |
| Stipčević, Triche 6                     | Assist     | 3 Sanders, Sosa              |
| Stipčević 9                             | Rimbalzi   | 11 Brooks                    |
| Luca Dalmonte                           | Allenatori | Meo Sacchetti                |

| Arbitri: | Taurino (Vignola) Seghetti (Livorno) Ranaudo (Milano) |

|                                                            |            |                                     |
| J. Feldeine 17 D. Johnson-Odom 13 D. Hollis, S. Gentile 10 | Punti      | 17 J. Dyson 15 D. Logan 13 S. Lawal |
| D. Johnson-Odom, J. Feldeine 5                             | Assist     | 6 J. Dyson                          |
| E. Williams 12                                             | Rimbalzi   | 10 S. Lawal                         |
| Pino Sacripanti                                            | Allenatori | Meo Sacchetti                       |

| Arbitri: | Paternicò (Piazza Armerina) Vicino (Argelato) Aronne (Viterbo) |

|                                       |            |                            |
| Sanders 27 Logan 13 Devecchi, Sosa 11 | Punti      | 22 Ross 14 Reddic 10 Musso |
| Sosa 5                                | Assist     | 7 Williams                 |
| Todić                                 | Rimbalzi   | 8 Reddic, Ross             |
| Meo Sacchetti                         | Allenatori | Sandro Dell'Agnello        |

| Arbitri: | Mazzoni (Grosseto) Chiari (Ponzano Veneto) Attard (Priolo Gargallo) |

|                             |            |                                |
| Logan 20 Sanders 16 Sosa 14 | Punti      | 23 Harper 13 Anosike 13 Gaines |
| Sanders 5                   | Assist     | 4 Banks, Hanga                 |
| Lawal, Sanders 5            | Rimbalzi   | 13 Anosike                     |
| Meo Sacchetti               | Allenatori | Frank Vitucci                  |

| Arbitri: | Seghetti (Livorno) Sardella (Rimini) Filippini (San Lazzaro di Savena) |

|                             |            |                                   |
| Hunt 18 Henry 18 Burgess 16 | Punti      | 15 Sosa 14 Dyson 11 Brooks        |
| Freeman 4                   | Assist     | 3 Brooks, David Logan Logan, Sosa |
| Hunt 18                     | Rimbalzi   | 15 Brooks                         |
| Giulio Griccioli            | Allenatori | Meo Sacchetti                     |

| Arbitri: | Begnis (Crema) Borgioni (Roma) Paglialunga (Massafra) |

|                                       |            |                                         |
| R. Sanders 32 S. Lawal 19 J. Dyson 19 | Punti      | 25 M. Brooks 23 S. Samuels 21 L. Kleiza |
| D. Logan 7                            | Assist     | 7 A. Gentile                            |
| S. Lawal 9                            | Rimbalzi   | 6 L. Kleiza                             |
| Meo Sacchetti                         | Allenatori | Luca Banchi                             |

| Arbitri: | Paternicò (Piazza Armerina) Lo Guzzo (Pisa) Morelli (Brindisi) |

|                               |            |                            |
| Mitchell 24 Owens 24 Grant 16 | Punti      | 15 Dyson 14 Logan 13 Lawal |
| Forray 6                      | Assist     | 7 Sosa                     |
| Owens 9                       | Rimbalzi   | 9 Todić                    |
| Maurizio Buscaglia            | Allenatori | Meo Sacchetti              |

| Arbitri: | Mattioli (Pesaro) Chiari (Ponzano Veneto) Weidmann (Montagano) |

|                                     |            |                                        |
| J. Dyson 25 D. Logan 19 S. Lawal 18 | Punti      | 17 D. Taylor 11 O. Siliņš 11 D. Diener |
| J. Dyson 9                          | Assist     | 5 A. Cinciarini                        |
| S. Lawal 12                         | Rimbalzi   | 8 D. Taylor                            |
| Meo Sacchetti                       | Allenatori | Max Menetti                            |

| Arbitri: | Lamonica (Roseto degli Abruzzi) Begnis (Crema) Borgioni (Roma) |

|                                  |            |                           |
| Robinson 27 Daniel 23 Diawara 20 | Punti      | 40 Sosa 30 Dyson 19 Lawal |
| Robinson 9                       | Assist     | 5 Sosa                    |
| Daniel 13                        | Rimbalzi   | 11 Lawal                  |
| Gianmarco Pozzecco               | Allenatori | Meo Sacchetti             |

| Arbitri: | Paternicò (Piazza Armerina) Sabetta (Termoli) Caiazza (Arzano) |

|                                              |            |                                          |
| D. Logan 22 M. Todić 18 E. Sosa, J. Dyson 17 | Punti      | 17 D. Ivanov 15 C. Scott 11 M. Antonutti |
| J. Dyson 9                                   | Assist     | 5 M. Mordente, D. Ivanov                 |
| S. Lawal 8                                   | Rimbalzi   | 9 C. Scott                               |
| Meo Sacchetti                                | Allenatori | Vincenzo Esposito                        |

| Arbitri: | Baldini (Firenze) Biggi (Cassina de' Pecchi) Attard (Priolo Gargallo) |

|                                    |            |                                    |
| H. Perić 20 P. Goss 19 J. Stone 16 | Punti      | 29 J. Dyson 20 E. Sosa 18 M. Todić |
| J. Stone 7                         | Assist     | 5 E. Sosa                          |
| J. Stone 18                        | Rimbalzi   | 7 S. Lawal                         |
| Charlie Recalcati                  | Allenatori | Meo Sacchetti                      |

| Arbitri: | Mattioli (Pesaro) Sardella (Rimini) Di Francesco (Teramo) |

|                                                  |            |                                      |
| J. Dyson 30 D. Logan 22 S. Lawal, B. Sacchetti 9 | Punti      | 22 J. Bell 15 K. Hayes 12 L. Campani |
| J. Dyson 8                                       | Assist     | 5 C. Clark                           |
| S. Lawal 11                                      | Rimbalzi   | 9 M. Cusin                           |
| Meo Sacchetti                                    | Allenatori | Cesare Pancotto                      |

##### Girone di ritorno
| Arbitri: | Martolini (Roma) Rossi (Anghiari) Gianluca Calbucci (Pomezia) |

|                                                |            |                                      |
| A. Ray 16 J. Hazell 15 A. Gaddy, V. Mazzola 10 | Punti      | 20 D. Logan 16 R. Sanders 10 E. Sosa |
| A. Gaddy 4                                     | Assist     | 4 J. Dyson                           |
| V. Mazzola 12                                  | Rimbalzi   | 13 S. Lawal                          |
| Giorgio Valli                                  | Allenatori | Meo Sacchetti                        |

| Arbitri: | Taurino (Vignola) Bettini (Bologna) Quarta (Rivalta di Torino) |

|                                         |            |                                            |
| D. Logan 23 B. Sacchetti 22 J. Dyson 17 | Punti      | 20 T. Easley 15 C.J. Williams 13 A. Filloy |
| J. Dyson 5                              | Assist     | 4 C.J. Williams, A. Filloy                 |
| S. Lawal 10                             | Rimbalzi   | 8 T. Easley                                |
| Meo Sacchetti                           | Allenatori | Paolo Moretti                              |

| Arbitri: | Martolini (Roma) Paglialunga (Massafra) Borgioni (Roma) |

|                                      |            |                                       |
| J. Mays 17 J. Pullen 16 M. Denmon 14 | Punti      | 20 R. Sanders 13 D. Logan 12 J. Dyson |
| D. James 5                           | Assist     | 8 J. Dyson                            |
| J. Mays 18                           | Rimbalzi   | 7 S. Lawal                            |
| Piero Bucchi                         | Allenatori | Meo Sacchetti                         |

| Arbitri: | Chiari (Ponzano Veneto) Biggi (Cassina de' Pecchi) Lo Guzzo (Pisa) |

|                                     |            |                                         |
| D. Logan 15 J. Dyson 14 S. Lawal 12 | Punti      | 17 K. Gibson 12 R. Stipčević 8 B. Jones |
| D. Logan 6                          | Assist     | 7 M. De Zeeuw                           |
| S. Lawal 13                         | Rimbalzi   | 7 B. Jones                              |
| Meo Sacchetti                       | Allenatori | Luca Dalmonte                           |

| Arbitri: | Mattioli (Pesaro) Sardella (Rimini) Aronne (Viterbo) |

|                                                            |            |                                               |
| D. Logan 19 J. Dyson 15 R. Sanders, J. Brooks, K. Kadji 11 | Punti      | 14 D. Jones 13 D. Johnson-Odom 12 J. Feldeine |
| J. Dyson 5                                                 | Assist     | 6 D. Johnson-Odom                             |
| R. Sanders, B. Sacchetti 6                                 | Rimbalzi   | 7 D. Hollis                                   |
| Meo Sacchetti                                              | Allenatori | Pino Sacripanti                               |

| Arbitri: | Martolini (Roma) Rossi (Anghiari) Weidmann (Montagano) |

|                                      |            |                                       |
| W. Judge 19 C. Wright 18 A. Myles 17 | Punti      | 23 S. Lawal 17 J. Dyson 11 R. Sanders |
| B. Musso, C. Wright 3                | Assist     | 3 D. Logan                            |
| W. Judge 13                          | Rimbalzi   | 16 S. Lawal                           |
| Riccardo Paolini                     | Allenatori | Meo Sacchetti                         |

| Arbitri: | Biggi (Cassina de' Pecchi) Attard (Priolo Gargallo) Ranaudo (Milano) |

|                                          |            |                                         |
| O.D. Anosike 24 J. Harper 15 A. Banks 14 | Punti      | 26 D. Logan 13 B. Sacchetti 11 J. Dyson |
| Á. Hanga 7                               | Assist     | 5 J. Dyson                              |
| Á. Hanga 9                               | Rimbalzi   | 16 J. Brooks                            |
| Frank Vitucci                            | Allenatori | Meo Sacchetti                           |

| Arbitri: | Taurino (Vignola) Bettini (Bologna) Borgioni (Roma) |

|                                                 |            |                                     |
| J. Dyson 16 D. Logan 15 R. Sanders, K. Kadji 11 | Punti      | 14 G. Basile 14 S. Henry 10 D. Hunt |
| J. Dyson 5                                      | Assist     | 8 S. Henry                          |
| S. Lawal 9                                      | Rimbalzi   | 10 D. Archie                        |
| Meo Sacchetti                                   | Allenatori | Giulio Griccioli                    |

| Arbitri: | Sahin (Messina) Seghetti (Livorno) Caiazza (Arzano) |

|                                                     |            |                                       |
| M. Brooks 20 A. Gentile 20 L. Kleiza, D. Hackett 15 | Punti      | 27 J. Dyson 15 D. Logan 12 R. Sanders |
| A. Gentile 6                                        | Assist     | 2 S. Lawal, J. Dyson, J. Brooks       |
| S. Samuels 6                                        | Rimbalzi   | 9 S. Lawal                            |
| Luca Banchi                                         | Allenatori | Meo Sacchetti                         |

| Arbitri: | Martolini (Roma) Rossi (Anghiari) Weidmann (Montagano) |

|                                     |            |                                               |
| D. Logan 23 J. Dyson 17 K. Kadji 10 | Punti      | 31 T. Mitchell 12 D. Pascolo 12 D. Flaccadori |
| D. Logan, S. Lawal, J. Dyson 3      | Assist     | 5 J. Sanders, D. Pascolo                      |
| S. Lawal 10                         | Rimbalzi   | 9 D. Pascolo                                  |
| Meo Sacchetti                       | Allenatori | Maurizio Buscaglia                            |

| Arbitri: | Taurino (Vignola) Bettini (Bologna) Borgioni (Roma) |

|                                            |            |                                               |
| A. Polonara 15 R. Kaukėnas 13 D. Diener 12 | Punti      | 19 D. Logan 16 S. Lawal 9 E. Sosa, R. Sanders |
| D. Diener 5                                | Assist     | 3 D. Logan, S. Lawal                          |
| A. Polonara 12                             | Rimbalzi   | 8 S. Lawal, J. Brooks                         |
| Max Menetti                                | Allenatori | Meo Sacchetti                                 |

| Arbitri: | Chiari (Ponzano Veneto) Biggi (Cassina de' Pecchi) Lo Guzzo (Pisa) |

|                                        |            |                                          |
| R. Sanders 20 J. Brooks 12 S. Lawal 10 | Punti      | 21 E. Maynor 20 C. Eyenga 14 C. Callahan |
| J. Dyson 5                             | Assist     | 7 E. Maynor                              |
| S. Lawal 12                            | Rimbalzi   | 9 C. Eyenga                              |
| Meo Sacchetti                          | Allenatori | Attilio Caja                             |

| Arbitri: | Paternicò (Piazza Armerina) Sardella (Rimini) Paglialunga (Massafra) |

|                                           |            |                                                  |
| M. Antonutti 19 D. Ivanov 16 M. Vitali 13 | Punti      | 17 J. Dyson 16 D. Logan 12 J. Brooks, R. Sanders |
| R. Moore 7                                | Assist     | 2 R. Sanders, S. Lawal, J. Dyson                 |
| C. Scott 7                                | Rimbalzi   | 11 S. Lawal                                      |
| Vincenzo Esposito                         | Allenatori | Meo Sacchetti                                    |

| Arbitri: | Lamonica (Roseto degli Abruzzi) Di Francesco (Teramo) Attard (Priolo Gargallo) |

|                                       |            |                                   |
| R. Sanders 21 J. Dyson 15 D. Logan 13 | Punti      | 24 P. Goss 17 D. Dulkys 9 T. Ress |
| E. Sosa 6                             | Assist     | 6 H. Perić                        |
| S. Lawal 12                           | Rimbalzi   | 11 J. Stone                       |
| Meo Sacchetti                         | Allenatori | Charlie Recalcati                 |

| Arbitri: | Mattioli (Pesaro) Sardella (Rimini) Lo Guzzo (Pisa) |

|                                    |            |                                      |
| L. Vitali 15 J. Bell 15 F. Mian 12 | Punti      | 23 D. Logan 21 J. Brooks 18 S. Lawal |
| L. Vitali 6                        | Assist     | 8 E. Sosa                            |
| C. Clark 9                         | Rimbalzi   | 13 S. Lawal                          |
| Cesare Pancotto                    | Allenatori | Meo Sacchetti                        |

#### Play-off
I Quarti di Finale si giocano al meglio delle 5 partite. La squadra con il miglior piazzamento in classifica al termine della stagione regolare gioca in casa gara-1, gara-2 e la eventuale gara-5.

Le Semifinali e la Finale, invece, si giocano al meglio delle 7 partite. La squadra con il miglior piazzamento al termine della stagione regolare gioca in casa gara-1, gara-2 e le eventuali gara-5 e gara-7.
|   | Squadra        | G1 | G2 | G3  | G4 |
| - | -------------- | -- | -- | --- | -- |
| 4 | Aquila Trento  | 81 | 79 | 78  | 80 |
| 5 | Dinamo Sassari | 70 | 88 | 103 | 84 |

|   | Squadra        | G1 | G2 | G3 | G4 | G5 | G6 | G7 |
| - | -------------- | -- | -- | -- | -- | -- | -- | -- |
| 1 | Olimpia Milano | 75 | 84 | 76 | 67 | 95 | 74 | 81 |
| 5 | Dinamo Sassari | 84 | 71 | 84 | 80 | 88 | 67 | 86 |

|   | Squadra        | G1 | G2 | G3 | G4 | G5 | G6  | G7 |
| - | -------------- | -- | -- | -- | -- | -- | --- | -- |
| 3 | Pall. Reggiana | 82 | 84 | 77 | 90 | 71 | 108 | 73 |
| 5 | Dinamo Sassari | 63 | 71 | 80 | 94 | 67 | 115 | 75 |

##### Quarti di finale
| Arbitri: | Lamonica (Roseto degli Abruzzi) Di Francesco (Teramo) Bettini (Bologna) |

|                                                     |            |                                   |
| T. Mitchell 16 D. Pascolo 15 T. Forray, J. Owens 12 | Punti      | 14 J. Dyson 11 E. Sosa 9 S. Lawal |
| T. Mitchell 7                                       | Assist     | 5 D. Logan                        |
| D. Pascolo 14                                       | Rimbalzi   | 9 S. Lawal                        |
| Maurizio Buscaglia                                  | Allenatori | Meo Sacchetti                     |

| Arbitri: | Sahin (Messina) Seghetti (Livorno) Filippini (San Lazzaro di Savena) |

|                                          |            |                                               |
| T. Mitchell 21 J. Owens 17 D. Pascolo 11 | Punti      | 21 E. Sosa 18 S. Lawal 13 D. Logan, J. Brooks |
| T. Mitchell, J. Sanders, D. Pascolo 5    | Assist     | 6 J. Dyson                                    |
| D. Pascolo 9                             | Rimbalzi   | 9 J. Brooks, K. Kadji                         |
| Maurizio Buscaglia                       | Allenatori | Meo Sacchetti                                 |

| Arbitri: | Mattioli (Pesaro) Sardella (Rimini) Weidmann (Montagano) |

|                                     |            |                                                          |
| E. Sosa 23 K. Kadji 21 J. Brooks 18 | Punti      | 15 F. Baldi Rossi 12 T. Mitchell 12 D. Pascolo, J. Owens |
| E. Sosa 8                           | Assist     | 5 D. Pascolo                                             |
| S. Lawal, J. Brooks 7               | Rimbalzi   | 9 D. Pascolo, J. Owens                                   |
| Meo Sacchetti                       | Allenatori | Maurizio Buscaglia                                       |

| Arbitri: | Lamonica (Roseto degli Abruzzi) Di Francesco (Teramo) Lo Guzzo (Pisa) |

|                                    |            |                                                      |
| D. Logan 27 E. Sosa 11 S. Lawal 10 | Punti      | 18 J. Owens 15 D. Pascolo 14 T. Mitchell, J. Sanders |
| J. Dyson 6                         | Assist     | 5 T. Mitchell, T. Forray                             |
| S. Lawal 9                         | Rimbalzi   | 11 J. Owens                                          |
| Meo Sacchetti                      | Allenatori | Maurizio Buscaglia                                   |

##### Semifinale
| Arbitri: | Mattioli (Pesaro) Chiari (Ponzano Veneto) Sardella (Rimini) |

|                                          |            |                                      |
| M. Brooks 14 D. Hackett 14 S. Samuels 12 | Punti      | 17 R. Sanders 16 E. Sosa 14 D. Logan |
| D. Hackett 5                             | Assist     | 3 E. Sosa                            |
| S. Samuels 8                             | Rimbalzi   | 5 E. Sosa                            |
| Luca Banchi                              | Allenatori | Meo Sacchetti                        |

| Arbitri: | Martolini (Roma) Mazzoni (Grosseto) Begnis (Crema) |

|                                        |            |                                                |
| A. Gentile 25 D. Moss 18 S. Samuels 14 | Punti      | 18 E. Sosa 13 J. Dyson 11 R. Sanders, K. Kadji |
| D. Hackett 7                           | Assist     | 4 J. Dyson                                     |
| S. Samuels 12                          | Rimbalzi   | 6 J. Brooks                                    |
| Luca Banchi                            | Allenatori | Meo Sacchetti                                  |

| Arbitri: | Taurino (Vignola) Lanzarini (Bologna) Di Francesco (Teramo) |

|                                       |            |                                         |
| S. Lawal 19 J. Dyson 16 R. Sanders 14 | Punti      | 27 A. Gentile 15 S. Samuels 8 F. Elegar |
| J. Dyson 5                            | Assist     | 4 S. Samuels                            |
| S. Lawal 9                            | Rimbalzi   | 11 S. Samuels                           |
| Meo Sacchetti                         | Allenatori | Luca Banchi                             |

| Arbitri: | Lamonica (Roseto degli Abruzzi) Vicino (Argelato) Bettini (Bologna) |

|                                       |            |                                          |
| D. Logan 19 R. Sanders 15 S. Lawal 13 | Punti      | 24 A. Gentile 14 S. Samuels 11 M. Brooks |
| E. Sosa 5                             | Assist     | 5 D. Hackett                             |
| S. Lawal 9                            | Rimbalzi   | 8 S. Samuels                             |
| Meo Sacchetti                         | Allenatori | Luca Banchi                              |

| Arbitri: | Sahin (Messina) Seghetti (Livorno) Di Francesco (Teramo) |

|                                         |            |                                    |
| A. Gentile 25 S. Samuels 24 N. Melli 14 | Punti      | 21 D. Logan 14 E. Sosa 13 S. Lawal |
| J. Ragland 7                            | Assist     | 4 J. Dyson                         |
| A. Gentile, S. Samuels 9                | Rimbalzi   | 7 J. Brooks                        |
| Luca Banchi                             | Allenatori | Meo Sacchetti                      |

| Arbitri: | Taurino (Vignola) Lanzarini (Bologna) Begnis (Crema) |

|                                    |            |                                          |
| S. Lawal 15 E. Sosa 13 D. Logan 11 | Punti      | 21 A. Gentile 18 M. Brooks 18 S. Samuels |
| J. Dyson 3                         | Assist     | 4 S. Samuels                             |
| S. Lawal 13                        | Rimbalzi   | 10 S. Samuels                            |
| Meo Sacchetti                      | Allenatori | Luca Banchi                              |

| Arbitri: | Mattioli (Pesaro) Chiari (Ponzano Veneto) Bartoli (Trieste) |

|                                           |            |                                       |
| S. Samuels 25 J. Ragland 16 D. Hackett 11 | Punti      | 21 J. Dyson 16 D. Logan 16 R. Sanders |
| A. Gentile 6                              | Assist     | 3 S. Lawal                            |
| S. Samuels 9                              | Rimbalzi   | 21 S. Lawal                           |
| Luca Banchi                               | Allenatori | Meo Sacchetti                         |

##### Finale
| Arbitri: | Taurino (Vignola) Lanzarini (Bologna) Begnis (Crema) |

|                                                |            |                                                 |
| A. Polonara 18 R. Kaukėnas 13 D. Lavrinovič 12 | Punti      | 19 R. Sanders 10 J. Brooks 8 D. Logan, K. Kadji |
| A. Cinciarini 10                               | Assist     | 2 R. Sanders, J. Dyson, B. Sacchetti, J. Brooks |
| A. Polonara 12                                 | Rimbalzi   | 7 R. Sanders                                    |
| Max Menetti                                    | Allenatori | Meo Sacchetti                                   |

| Arbitri: | Paternicò (Piazza Armerina) Martolini (Roma) Mattioli (Pesaro) |

|                                             |            |                                     |
| A. Polonara 20 A. Cinciarini 15 Kaukėnas 14 | Punti      | 18 J. Brooks 15 D. Logan 10 E. Sosa |
| A. Cinciarini 8                             | Assist     | 4 E. Sosa                           |
| A. Polonara 6                               | Rimbalzi   | 13 S. Lawal                         |
| Max Menetti                                 | Allenatori | Meo Sacchetti                       |

| Arbitri: | Sahin (Messina) Seghetti (Livorno) Chiari (Ponzano Veneto) |

|                                                |            |                                                 |
| D. Logan 25 J. Dyson 16 R. Sanders, E. Sosa 13 | Punti      | 18 A. Della Valle 16 R. Kaukėnas 14 A. Polonara |
| R. Sanders, S. Lawal, B. Sacchetti 3           | Assist     | 11 A. Cinciarini                                |
| J. Dyson 8                                     | Rimbalzi   | 8 V. Chikoko, A. Polonara                       |
| Meo Sacchetti                                  | Allenatori | Max Menetti                                     |

| Arbitri: | Lamonica (Roseto d. Abruzzi) Vicino (Argelato) Rossi (Arezzo) |

|                                       |            |                                              |
| J. Dyson 28 R. Sanders 18 D. Logan 11 | Punti      | 20 D. Lavrinovič 17 O. Siliņš 16 A. Polonara |
| J. Dyson 7                            | Assist     | 8 A. Cinciarini                              |
| S. Lawal 14                           | Rimbalzi   | 7 A. Polonara, A. Cinciarini                 |
| Meo Sacchetti                         | Allenatori | Max Menetti                                  |

| Arbitri: | Taurino (Vignola) Lanzarini (Bologna) Sabetta (Termoli) |

|                                                            |            |                                       |
| O. Siliņš 14 A. Polonara 13 A. Della Valle, R. Kaukėnas 10 | Punti      | 19 R. Sanders 17 S. Lawal 14 J. Dyson |
| A. Cinciarini 5                                            | Assist     | 4 S. Lawal                            |
| A. Polonara 10                                             | Rimbalzi   | 21 S. Lawal                           |
| Max Menetti                                                | Allenatori | Meo Sacchetti                         |

| Arbitri: | Sahin (Messina) Seghetti (Livorno) Begnis (Crema) |

|                                     |            |                                                             |
| J. Dyson 26 S. Lawal 25 D. Logan 23 | Punti      | 25 A. Della Valle 20 R. Kaukėnas 12 R. Cervi, A. Cinciarini |
| J. Dyson 9                          | Assist     | 8 A. Cinciarini                                             |
| S. Lawal 16                         | Rimbalzi   | 7 A. Polonara                                               |
| Meo Sacchetti                       | Allenatori | Max Menetti                                                 |

| Arbitri: | Lamonica (Roseto degli Abruzzi) Chiari (Ponzano Veneto) Seghetti (Livorno) |

|                                            |            |                                       |
| A. Polonara 17 D. Diener 14 R. Kaukėnas 13 | Punti      | 18 R. Sanders 17 J. Dyson 13 D. Logan |
| A. Cinciarini 5                            | Assist     | 6 J. Dyson                            |
| A. Polonara 14                             | Rimbalzi   | 8 S. Lawal                            |
| Max Menetti                                | Allenatori | Meo Sacchetti                         |

| Campione d'Italia 2014-15 |
| ------------------------- |
| Dinamo Sassari 1º titolo  |

### Eurolega
Per la Dinamo si tratta della 1ª partecipazione all'Eurolega. Il sorteggio per la composizione dei gironi di Eurolega si è svolto il 10 luglio a Barcellona. La prima fase della competizione si svolge dal 16 ottobre al 17 dicembre e la Dinamo è stata sorteggiata nel Gruppo A così composto:
- Real Madrid
- Anadolu Efes

- Žalgiris Kaunas
- Nižnij Novgorod

- Dinamo Sassari
- UNICS Kazan'

Le prime quattro classificate accedono alla seconda fase: le Top 16, mentre le compagini eliminate accedono alla seconda fase dell'Eurocup: le Last 32.

#### Regular Season
|    | Classifica Gruppo A | P.ti | G  | V | P | PF  | PS  | DP   |
| -- | ------------------- | ---- | -- | - | - | --- | --- | ---- |
| 1. | Real Madrid         | 16   | 10 | 8 | 2 | 873 | 775 | +98  |
| 2. | Anadolu Efes        | 12   | 10 | 6 | 4 | 723 | 696 | +27  |
| 3. | Žalgiris Kaunas     | 10   | 10 | 5 | 5 | 714 | 709 | +5   |
| 4. | Nižnij Novgorod     | 10   | 10 | 5 | 5 | 764 | 823 | -59  |
| 5. | UNICS Kazan'        | 10   | 10 | 5 | 5 | 751 | 721 | +30  |
| 6. | Dinamo Sassari      | 2    | 10 | 1 | 9 | 758 | 859 | -101 |

| RMB    | EFS   | ZAL   | NIZ    | UNK   | DSS    |
| ------ | ----- | ----- | ------ | ----- | ------ |
|        | 90-70 | 80-71 | 112-83 | 75-85 | 115-94 |
| 75-73  |       | 62-65 | 61-65  | 82-76 | 85-62  |
| 66-68  | 57-66 |       | 97-63  | 77-71 | 80-79  |
| 98-101 | 66-76 | 55-61 |        | 78-74 | 88-86  |
| 75-76  | 67-64 | 73-60 | 73-79  |       | 85-62  |
| 58-83  | 75-82 | 90-82 | 82-89  | 68-72 |        |

| Arbitri: | Recep Ankaralı Milija Vojinović Piotr Pastusiak |

|                                                |            |                                                  |
| T. Kinsey 17 A. Parachoŭski 17 T. Thompkins 16 | Punti      | 17 D. Logan 17 J. Dyson 16 R. Sanders, J. Brooks |
| T. Rochestie 5                                 | Assist     | 5 D. Logan, E. Sosa                              |
| A. Parachoŭski 8                               | Rimbalzi   | 7 M. Todić                                       |
| Ainārs Bagatskis                               | Allenatori | Meo Sacchetti                                    |

| Arbitri: | Miguel Pérez Pérez Nicola Maestre Benjamín Jiménez |

|                                     |            |                                        |
| J. Dyson 21 R. Sanders 15 E. Sosa 9 | Punti      | 15 N. Krstić 14 S. Lasme 14 M. Janning |
| E. Sosa, S. Lawal, J. Dyson 3       | Assist     | 7 D. Draper                            |
| J. Brooks 9                         | Rimbalzi   | 7 S. Lasme                             |
| Meo Sacchetti                       | Allenatori | Dušan Ivković                          |

| Arbitri: | Matej Boltauzer Apostolos Kalpakas Zdravko Rutešić |

|                                                       |            |                                      |
| D. Fischer 14 N. Zīsīs 13 J. White, K. Kaimakoglou 11 | Punti      | 18 R. Sanders 13 E. Sosa 10 D. Logan |
| K. Kaimakoglou 8                                      | Assist     | 5 E. Sosa                            |
| D. Fischer 9                                          | Rimbalzi   | 9 J. Brooks                          |
| Argyrīs Pedoulakīs                                    | Allenatori | Meo Sacchetti                        |

| Arbitri: | Ilija Belošević Siniša Herceg Joseph Bissang |

|                                                   |            |                                    |
| F. Reyes 17 A. Nocioni 15 J. Carroll, S. Llull 15 | Punti      | 20 M. Todić 16 J. Dyson 15 E. Sosa |
| S. Rodríguez 12                                   | Assist     | 6 E. Sosa, J. Dyson                |
| A. Nocioni 6                                      | Rimbalzi   | 13 S. Lawal                        |
| Pablo Laso                                        | Allenatori | Meo Sacchetti                      |

| Arbitri: | Vicente Bulto Seffi Shemmesh Petar Obradović |

|                                                |            |                                              |
| S. Lawal 25 D. Logan 20 E. Sosa, R. Sanders 10 | Punti      | 15 J. Anderson 14 A. Milaknis 12 E. Ulanovas |
| J. Dyson 4                                     | Assist     | 4 R. Javtokas                                |
| S. Lawal 9                                     | Rimbalzi   | 8 A. Gudaitis                                |
| Meo Sacchetti                                  | Allenatori | Gintaras Krapikas                            |

| Arbitri: | Juan Carlos García González Serhij Čebyšev Gentian Cici |

|                                       |            |                                              |
| R. Sanders 17 E. Sosa 13 J. Brooks 13 | Punti      | 29 T. Rochestie 15 T. Kinsey 13 T. Thompkins |
| D. Logan 5                            | Assist     | 7 T. Rochestie                               |
| S. Lawal 9                            | Rimbalzi   | 15 T. Thompkins                              |
| Meo Sacchetti                         | Allenatori | Ainārs Bagatskis                             |

| Arbitri: | Miguel Pérez Pérez Tomas Jasevičius David Romano |

|                                       |            |                                                 |
| D. Šarić 18 M. Bjelica 16 C. Osman 12 | Punti      | 11 R. Sanders 10 D. Logan 10 S. Lawal, M. Todić |
| D. Draper, F. Korkmaz 4               | Assist     | 3 J. Brooks                                     |
| D. Šarić 11                           | Rimbalzi   | 15 S. Lawal                                     |
| Dušan Ivković                         | Allenatori | Meo Sacchetti                                   |

| Arbitri: | Saša Pukl Srđan Dožai Carlos Peruga |

|                                      |            |                                          |
| D. Logan 17 R. Sanders 12 E. Sosa 10 | Punti      | 23 D. Fischer 14 J. White 11 C. Jerrells |
| D. Logan, E. Sosa 5                  | Assist     | 8 N. Zīsīs                               |
| R. Sanders, J. Brooks, M. Todić 4    | Rimbalzi   | 15 D. Fischer                            |
| Meo Sacchetti                        | Allenatori | Evgenij Pašutin                          |

| Arbitri: | Fernando Rocha Anastasios Piloidis Aleksandar Glišić |

|                                  |            |                                       |
| E. Sosa 18 D. Logan 9 S. Lawal 8 | Punti      | 14 F. Reyes 12 S. Llull 11 J. Carroll |
| E. Sosa 6                        | Assist     | 6 F. Campazzo                         |
| S. Lawal 9                       | Rimbalzi   | 7 J. Carroll                          |
| Meo Sacchetti                    | Allenatori | Pablo Laso                            |

| Arbitri: | Dani Hierrezuelo Petri Mäntylä Carlos Cortés |

|                                                            |            |                                     |
| J. Anderson 26 D. Songaila 13 L. Lekavičius 10             | Punti      | 14 M. Chessa 11 D. Logan 10 E. Sosa |
| L. Lekavičius, V. Kariniauskas, A. Milaknis, J. Anderson 3 | Assist     | 7 J. Dyson                          |
| P. Jankūnas 9                                              | Rimbalzi   | 7 S. Lawal                          |
| Gintaras Krapikas                                          | Allenatori | Meo Sacchetti                       |

### Eurocup
La Dinamo, proveniente dall'Eurolega, accede alla seconda fase della competizione che si svolgerà dal 6 gennaio all'11 dicembre. I sardi sono stati inseriti nel gruppo H composto da:
- Dinamo Sassari
- Gran Canaria

- Bandırma Banvit
- Budućnost

#### Last 32
|    | Classifica Gruppo J | P.ti | G | V | P | PF  | PS  | DP  |
| -- | ------------------- | ---- | - | - | - | --- | --- | --- |
| 1. | Gran Canaria        | 10   | 6 | 5 | 1 | 522 | 462 | +60 |
| 2. | Bandirma Banvit     | 8    | 6 | 4 | 2 | 484 | 450 | +34 |
| 3. | Dinamo Sassari      | 4    | 6 | 2 | 4 | 470 | 507 | -37 |
| 4. | Budućnost           | 2    | 6 | 1 | 5 | 457 | 514 | -37 |

| GCA   | BAN   | DSS   | BUD   |
| ----- | ----- | ----- | ----- |
|       | 91-80 | 90-74 | 92-69 |
| 80-70 |       | 74-75 | 87-74 |
| 76-91 | 72-89 |       | 87-74 |
| 83-88 | 68-74 | 93-86 |       |

| Arbitri: | Elias Koromilas Luís Lopes Tomislav Hordov |

|                                         |            |                                                   |
| D. Logan 19 J. Dyson 16 B. Sacchetti 16 | Punti      | 26 W. Tavares 23 B. Newley 10 E. Báez, L. Kendall |
| J. Dyson 7                              | Assist     | 5 E. Báez                                         |
| S. Lawal 8                              | Rimbalzi   | 12 W. Tavares                                     |
| Meo Sacchetti                           | Allenatori | Aíto García Reneses                               |

| Arbitri: | Saša Pukl Iōannīs Foufīs Amit Balak |

|                                              |            |                                       |
| E.J. Rowland 19 U. Verameenka 16 M. Mutaf 16 | Punti      | 22 R. Sanders 16 D. Logan 15 S. Lawal |
| E.J. Rowland 4                               | Assist     | 3 D. Logan                            |
| U. Verameenka 8                              | Rimbalzi   | 12 S. Lawal                           |
| Zoran Lukić                                  | Allenatori | Meo Sacchetti                         |

| Arbitri: | Anastasios Piloidis Panagiōtīs Anastópoulos Moritz Reiter |

|                                |            |                              |
| Šehović 27 Vitkovac 17 Cook 13 | Punti      | 24 Sanders 20 Dyson 17 Logan |
| Subotić 5                      | Assist     | 4 B. Sacchetti, E. Sosa      |
| Šehovi 13                      | Rimbalzi   | 10 Lawal                     |
| Igor Jovović                   | Allenatori | Meo Sacchetti                |

| Arbitri: | Emilio Pérez Pizarro Régis Bardera Marius Ciulin |

|                                    |            |                                     |
| Logan 14 Lawal 14 Sosa, Sanders 13 | Punti      | 15 Vitkovac 10 Planinić 10 Reynolds |
| Dyson 7                            | Assist     | 4 Cook                              |
| Lawal, Logan 7                     | Rimbalzi   | 10 Vitkovac                         |
| Meo Sacchetti                      | Allenatori | Igor Jovović                        |

| Arbitri: | Borys Ryžyk Josip Radojković Jean-Charles Collin |

|                               |            |                            |
| Kuric 21 Oliver 15 Tavares 14 | Punti      | 16 Logan 12 Lawal 12 Dyson |
| Oliver 8                      | Assist     | 5 Logan                    |
| Báez, Tavares 8               | Rimbalzi   | 8 Lawal                    |
| Aíto García Reneses           | Allenatori | Meo Sacchetti              |

| Arbitri: | Dani Hierrezuelo Petros Papapetrou Sašo Petek |

|                              |            |                                          |
| Dyson 19 Logan 17 Sanders 11 | Punti      | 16 Davis 16 Mejía 15 Dragičević, Simmons |
| Dyson, Sosa 4                | Assist     | 8 Mejía                                  |
| Lawal 11                     | Rimbalzi   | 8 Dragičević                             |
| Meo Sacchetti                | Allenatori | Zoran Lukić                              |

### Coppa Italia
|   | Squadra        | Risultato |
| - | -------------- | --------- |
| 2 | Dinamo Sassari | 74        |
| 7 | Vanoli Cremona | 63        |

|   | Squadra        | Risultato |
| - | -------------- | --------- |
| 2 | Dinamo Sassari | 77        |
| 3 | Pall. Reggiana | 65        |

|   | Squadra        | Risultato |
| - | -------------- | --------- |
| 1 | Olimpia Milano | 94        |
| 2 | Dinamo Sassari | 101       |

| Arbitri: | Lamonica (Roseto degli Abruzzi) Di Francesco (Teramo) Sardella (Rimini) |

| |            | |
| Sosa 14 Dyson 12 Brooks 11 | Punti      | 16 Clark 10 Bell 9 Campani, Daniel                                                                  |
| Dyson, Sosa 4 | Assist     | 5 Vitali                                                                                            |
| Lawal 11 | Rimbalzi   | 7 Daniel, G. Gazzotti                                                                               |
| 3 Logan• 7 Sanders• 9 Lawal• 11 Dyson• 21 Brooks 4 Sosa• 5 Formenti• 8 Devecchi• 10 Chessa• 14 Sacchetti• 18 Vanuzzo• 35 Kadji | Formazioni | 5 Hayes• 7 Vitali• 12 Campani• 21 Clark• 31 Bell 6 Gazzotti• 9 Mian• 14 Ferguson• 17 Mei• 20 Daniel |
| | Allenatori | Cesare Pancotto                                                                                     |

| Arbitri: | Sahin (Messina) Seghetti (Livorno) Biggi (Cassina de' Pecchi) |

| |            | |
| D. Logan 16 J. Dyson 15 R. Sanders 13                                                                                          | Punti      | 21 R. Kaukėnas 16 A. Cinciarini 14 A. Polonara                                                                                      |
| D. Logan, J. Dyson 4 | Assist     | 4 A. Cinciarini |
| S. Lawal 11 | Rimbalzi   | 7 A. Polonara, R. Cervi |
| 3 Logan• 7 Sanders• 9 Lawal• 11 Dyson• 21 Brooks 4 Sosa• 5 Formenti• 8 Devecchi• 10 Chessa• 14 Sacchetti• 18 Vanuzzo• 35 Kadji | Formazioni | 6 Polonara• 14 Cervi• 15 Siliņš• 16 Diener• 20 Cinciarini 4 Mussini• 8 Della Valle• 10 Pecháček• 11 Pini• 13 Kaukėnas• 17 Strautiņš |
| Meo Sacchetti | Allenatori | Max Menetti |

| Arbitri: | Lamonica (Roseto degli Abruzzi) Di Francesco (Teramo) Sardella (Rimini) |

| |            | |
| J. Ragland 21 M. Brooks 18 N. Melli, D. Hackett 12                                                                                 | Punti      | 27 J. Dyson 25 D. Logan 20 R. Sanders                                                                                             |
| D. Hackett 6 | Assist     | 4 E. Sosa |
| L. Kleiza, D. Hackett 9 | Rimbalzi   | 7 R. Sanders |
| 2 M. Brooks• 9 Melli• 23 Hackett• 24 Samuels• 34 Moss 1 Ragland• 5 Gentile• 6 Gigli• 7 Cerella• 10 Meacham• 11 Kleiza• 21 S. James | Formazioni | 3 Logan• 7 Sanders• 9 Lawal• 11 Dyson• 21 J. Brooks 4 Sosa• 5 Formenti• 8 Devecchi• 10 Chessa• 14 Sacchetti• 18 Vanuzzo• 35 Kadji |
| Luca Banchi | Allenatori | Meo Sacchetti |

| Vincitore Coppa Italia 2015 |
| --------------------------- |
| Dinamo Sassari 2º titolo    |

### Supercoppa italiana
La Final Four di Supercoppa italiana si è svolta il 4-5 ottobre al PalaSerradimigni di Sassari ed ha visto la vittoria, per la prima volta, della Dinamo Sassari.
|   | Squadra        | Risultato |
| - | -------------- | --------- |
| 2 | Dinamo Sassari | 89        |
| 3 | Virtus Roma    | 73        |

|   | Squadra        | Risultato |
| - | -------------- | --------- |
| 1 | Olimpia Milano | 88        |
| 2 | Dinamo Sassari | 96        |

| Arbitri: | Mattioli (Pesaro) Bettini (Bologna) Weidmann (Montagano) |

| |            | |
| J. Dyson 13 J. Brooks 13 E. Sosa 12                                                                                          | Punti      | 23 B. Triche 10 M. De Zeeuw 10 K. Gibson                                                                                              |
| D. Logan, E. Sosa 5 | Assist     | 3 M. Ejim, B. Triche, K. Gibson |
| S. Lawal 8 | Rimbalzi   | 13 M. Ejim |
| 3 Logan· 7 Sanders· 9 Lawal· 11 Dyson· 21 Brooks 4 Sosa· 8 Devecchi· 10 Chessa· 14 Sacchetti· 18 Vanuzzo· 22 Todić· 28 Cusin | Formazioni | 3 Ejim· 5 Triche· 6 Jones· 22 Gibson· 25 Morgan 10 D'Ercole· 12 Sandri· 14 De Zeeuw· 15 Kuščev· 16 Finamore· 24 Stipčević· 30 Pullazi |
| Meo Sacchetti | Allenatori | Luca Dalmonte |

| Arbitri: | Vicino (Argelato) Baldini (Firenze) Rossi (Anghiari) |

| |            | |
| M. Brooks 26 L. Kleiza 17 J. Ragland 16                                                                                      | Punti      | 25 J. Dyson 14 D. Logan 14 E. Sosa, M. Todić                                                                                 |
| A. Gentile 5 | Assist     | 6 D. Logan |
| M. Brooks 8 | Rimbalzi   | 11 J. Brooks |
| 1 Ragland· 2 Brooks· 5 Gentile· 11 Kleiza· 24 Samuels 6 Gigli· 7 Cerella· 9 Melli· 10 Meacham· 21 James· 23 Hackett· 34 Moss | Formazioni | 3 Logan· 7 Sanders· 9 Lawal· 11 Dyson· 21 Brooks 4 Sosa· 8 Devecchi· 10 Chessa· 14 Sacchetti· 18 Vanuzzo· 22 Todić· 28 Cusin |
| Luca Banchi | Allenatori | Meo Sacchetti |

| Supercoppa italiana 2014 |
| ------------------------ |
| Dinamo Sassari 1º titolo |

## Statistiche

### Statistiche di squadra
| Competizione              | Punti | In casa | In casa | In casa | In casa | In casa | In trasferta | In trasferta | In trasferta | In trasferta | In trasferta | Totale | Totale | Totale | Totale | Totale | Totale |
| Competizione              | Punti | G       | V       | P       | PF      | PS      | G            | V            | P            | PF           | PS           | G      | V      | P      | PF     | PS     | DIF    |
| ------------------------- | ----- | ------- | ------- | ------- | ------- | ------- | ------------ | ------------ | ------------ | ------------ | ------------ | ------ | ------ | ------ | ------ | ------ | ------ |
| Serie A                   | 38    | 15      | 12      | 3       | 1.297   | 1.172   | 15           | 7            | 8            | 1.252        | 1.263        | 30     | 19     | 11     | 2.549  | 2.435  | +114   |
| Play-off                  | -     | 8       | 7       | 1       | 707     | 650     | 10           | 4            | 6            | 805          | 763          | 18     | 11     | 7      | 1.1512 | 1.413  | +99    |
| Totale Serie A            | 38    | 23      | 19      | 4       | 2.004   | 1.822   | 25           | 11           | 14           | 2.057        | 2.026        | 48     | 30     | 18     | 4.061  | 3.848  | +213   |
| Eurolega - Regular Season | 2     | 5       | 1       | 4       | 375     | 406     | 5            | 0            | 5            | 383          | 453          | 10     | 1      | 9      | 758    | 859    | -101   |
| Eurocup - Last 32         | 4     | 3       | 1       | 2       | 235     | 250     | 3            | 1            | 2            | 235          | 257          | 6      | 2      | 4      | 470    | 507    | -37    |
| Totale Coppe Europee      | 6     | 8       | 2       | 6       | 610     | 656     | 8            | 1            | 7            | 618          | 710          | 16     | 3      | 13     | 1.228  | 1.366  | -138   |
| Coppa Italia              | -     | -       | -       | -       | -       | -       | -            | -            | -            | -            | -            | 3      | 3      | 0      | 252    | 222    | +30    |
| Supercoppa italiana       | -     | -       | -       | -       | -       | -       | -            | -            | -            | -            | -            | 2      | 2      | 0      | 185    | 161    | +24    |
| Totale                    | 44    | 31      | 21      | 10      | 2.614   | 2.478   | 33           | 12           | 21           | 2.675        | 2.736        | 69     | 38     | 31     | 5.726  | 5.597  | +129   |

### Statistiche dei giocatori
| Giocatore    | Serie A | Serie A | Serie A | Serie A | Eurolega + Eurocup | Eurolega + Eurocup | Eurolega + Eurocup | Eurolega + Eurocup | Coppa Italia | Coppa Italia | Coppa Italia | Coppa Italia | Supercoppa | Supercoppa | Supercoppa | Supercoppa | Totale | Totale | Totale | Totale |
| Giocatore    | PG      | PTI     | AST     | RIM     | PG                 | PTI                | AST                | RIM                | PG           | PTI          | AST          | RIM          | PG         | PTI        | AST        | RIM        | PG     | PTI    | AST    | RIM    |
| ------------ | ------- | ------- | ------- | ------- | ------------------ | ------------------ | ------------------ | ------------------ | ------------ | ------------ | ------------ | ------------ | ---------- | ---------- | ---------- | ---------- | ------ | ------ | ------ | ------ |
| J. Brooks    | 39      | 352     | 48      | 254     | 8+0                | 74+0               | 10+0               | 40+0               | 3            | 21           | 4            | 11           | 2          | 18         | 2          | 16         | 52     | 465    | 64     | 321    |
| M. Chessa    | 19      | 35      | 8       | 12      | 4+6                | 22+9               | 3+5                | 0+4                | 0            | 0            | 0            | 0            | 2          | 8          | 3          | 0          | 31     | 74     | 19     | 16     |
| M. Cusin     | 2       | 2       | 1       | 2       | 2                  | 10                 | 1                  | 5                  | -            | -            | -            | -            | 2          | 6          | 2          | 2          | 6      | 18     | 4      | 9      |
| G. Devecchi  | 43      | 112     | 21      | 47      | 7+4                | 22+5               | 5+2                | 10+3               | 3            | 5            | 0            | 7            | 2          | 11         | 3          | 5          | 59     | 155    | 31     | 72     |
| J. Dyson     | 47      | 700     | 190     | 182     | 10+6               | 102+86             | 30+25              | 25+17              | 3            | 54           | 11           | 11           | 2          | 38         | 4          | 7          | 68     | 980    | 260    | 242    |
| M. Formenti  | 32      | 78      | 11      | 38      | 3+6                | 10+19              | 1+2                | 3+6                | 3            | 6            | 0            | 1            | -          | -          | -          | -          | 44     | 113    | 14     | 48     |
| K. Kadji     | 24      | 163     | 10      | 94      | -                  | -                  | -                  | -                  | 3            | 18           | 1            | 8            | -          | -          | -          | -          | 27     | 181    | 11     | 102    |
| S. Lawal     | 47      | 532     | 58      | 447     | 10+6               | 90+63              | 14+8               | 73+56              | 3            | 22           | 1            | 28           | 2          | 19         | 2          | 14         | 68     | 726    | 83     | 618    |
| D. Logan     | 48      | 746     | 121     | 123     | 10+6               | 119+99             | 28+16              | 21+19              | 3            | 45           | 6            | 6            | 2          | 22         | 11         | 5          | 69     | 1031   | 182    | 174    |
| C. Mbodj     | 20      | 39      | 3       | 49      | 1+6                | 8+9                | 0                  | 4+8                | -            | -            | -            | -            | -          | -          | -          | -          | 27     | 56     | 3      | 61     |
| E. Merella   | 2       | 3       | 1       | 0       | -                  | -                  | -                  | -                  | -            | -            | -            | -            | -          | -          | -          | -          | 2      | 3      | 1      | 0      |
| B. Sacchetti | 45      | 173     | 39      | 125     | 8+6                | 19+51              | 11+7               | 21+14              | 3            | 19           | 3            | 10           | 1          | 0          | 3          | 2          | 63     | 262    | 63     | 172    |
| R. Sanders   | 42      | 516     | 54      | 163     | 8+5                | 107+81             | 4+4                | 24+14              | 3            | 41           | 7            | 14           | 2          | 16         | 1          | 4          | 60     | 761    | 70     | 219    |
| É. Sosa      | 40      | 457     | 118     | 63      | 10+5               | 104+30             | 42+16              | 14+6               | 3            | 21           | 9            | 7            | 2          | 26         | 8          | 2          | 60     | 638    | 193    | 92     |
| A. Tessitori | -       | -       | -       | -       | -                  | -                  | -                  | -                  | -            | -            | -            | -            | -          | -          | -          | -          | -      | -      | -      | -      |
| M. Todić     | 15      | 96      | 13      | 60      | 10+2               | 71+5               | 7+0                | 48+11              | -            | -            | -            | -            | 2          | 21         | 2          | 11         | 29     | 193    | 22     | 130    |
| M. Vanuzzo   | 13      | 15      | 3       | 13      | 5+4                | 0+13               | 0+1                | 3+11               | 0            | 0            | 0            | 0            | 0          | 0          | 0          | 0          | 22     | 28     | 4      | 27     |